# Emma Re
Emma Re, pseudonimo di Silvia Cortella (Torino, 21 luglio 1972), è una cantante italiana.

## Biografia
Inizia a suonare il pianoforte all'età di quattro anni; studia all'Istituto Sociale di Torino, presso i Gesuiti, e contemporaneamente dà vita alle prime band. Nel 1989 si trasferisce per un anno, per motivi di studio, in Ohio; tornata in Italia entra a far parte dei Kalibro 7 con cui suona rhythm and blues nei locali della provincia torinese, ed in seguito gli XL, con cui propone sia cover sia brani di sua composizione. Nel 2003 si trasferisce a Roma, città in cui cerca di ottenere un contratto discografico, senza riuscirci. Continua ad esibirsi dal vivo, e nel 2006 allestisce lo spettacolo Oggi sono Mina, in cui ripropone alcune canzoni di Mina, con discreto successo in tutta Italia, traendo anche un disco live; proprio questo disco è la causa del suo successo in Cina.
La storia narra che nel febbraio del 2007 il padre di Emma, Attilio, si trova a Pechino per una trasferta di lavoro, e durante una cena in un noto ristorante della capitale chiede di cambiare la musica di sottofondo, e presta un cd della figlia al ristoratore: nel locale è presente in quel momento il signor Wong, musicista per passione e presidente della CCTV pechinese, la TV di Stato, che apprezzando particolarmente il brano Sei di me decide di contattare la cantante, a cui propone sia alcune esibizioni televisive sia l'ingaggio per suonare durante i Giochi della XXIX Olimpiade.
Il 7 agosto del 2007, durante le cerimonie di apertura dell'Anno olimpico, si esibisce davanti a 90 000 persone al Chaoyang Stadium di Pechino, unica italiana tra cantanti cinesi, coreane e orientali; ritorna in Cina, il 22 ottobre per l'inaugurazione dello stadio coperto di Pechino.
In queste occasioni presenta anche i due singoli I still believe e My name is Bruce Lee, che vengono in seguito pubblicati anche in Italia. Per Emma Re viene anche cambiata la legislazione cinese, che vietava agli artisti non cinesi di far parte di una produzione di stato; ricopre anche il ruolo di ambasciatrice culturale cinese. Nell'autunno del 2008, con Larry Franco e Ray Gelato, propone un omaggio a Frank Sinatra, con l'orchestra della Rai di Torino. Sempre in Cina le viene affidata Battle Call, la sigla della fiction televisiva The Legend of Bruce Lee, in quaranta puntate, che viene esportata anche negli Stati Uniti ed in Italia.
Nel 2009 viene pubblicato dalla Universo l'album Emma Re, che contiene i singoli già usciti, alcuni inediti ed una cover di Almeno tu nell'universo, scritta da Bruno Lauzi per Mia Martini. A novembre 2009, in qualità di testimonial della Campagna Giù le mani dai bambini, è sul palco dell'Auditorium RAI di Torino, per la serata di festeggiamenti della Giornata Mondiale dell'Infanzia delle Nazioni Unite, organizzata in collaborazione con RAI - Radiotelevisione italiana, duettando nel finale con il Maestro Giorgio Gaslini
Pierre Cardin, geniale stilista e creativo di origine italiana, apprezza moltissimo l'intensità espressa di Emma Re (tanto da paragonarla a Mina e Maria Callas) e la invita a Parigi inizialmente per un concerto da Chez Maxim's, evento di presentazione del recital Oggi sono Mina e poi apre con Emma una straordinaria
amicizia artistica presentando il suo show per due anni a Parigi. Partecipa alla prestigiosa cerimonia dei Tv Eagle Awards, gli Oscar della televisione cinese. La serata, seguita in tutto l'Asia da circa 25 milioni di telespettatori, ha visto Emma Re interpretare Battle Call, brano portante del kolossal The Legend of Bruce Lee.
Ad ulteriore conferma del talento di Emma Re, la prima rete televisiva giapponese NHK, l'ha chiamata come guest star in un programma televisivo dedicato alle più belle voci del mondo, dove per l'Italia sono state presentate solo due interpreti: Mina ed Emma Re. Continua la sua carriera artistica con una favolosa tournée in Usa insieme a Subsonica e Negrita, come testimonial della "Hit Week", la manifestazione che ogni anno sceglie i migliori artisti italiani da far esibire all'estero. Partecipa allo spettacolo di Massimo Ranieri Canto perché non so nuotare, dove duetta col grande artista napoletano per due anni sui palchi più prestigiosi del mondo. La sua carriera ora è dedicata a rappresentare il meglio della musica italiana all'estero.

## Discografia

### Album
- 2006 - Oggi sono Mina (Universo)
- 2009 - Emma Re (Universo, US269/CD)

### Singoli
- 2006 - Sei di me
- 2008 - I Still Believe
- 2008 - My Name Is Bruce Lee
- 2009 - Battle Call